# Proteoteras
Proteoteras is een geslacht van vlinders van de familie bladrollers (Tortricidae), uit de onderfamilie Olethreutinae.

## Soorten
- P. aesculana Riley, 1881
- P. arizonae Kearfott, 1907
- P. crescentana Kearfott, 1907
- P. implicata Heinrich, 1924
- P. moffatiana Fernald, 1905
- P. naracana Kearfott, 1907
- P. obnigrana Heinrich, 1923
- P. willingana (Kearfott, 1904)